# St. Peter (Offenbach am Main)

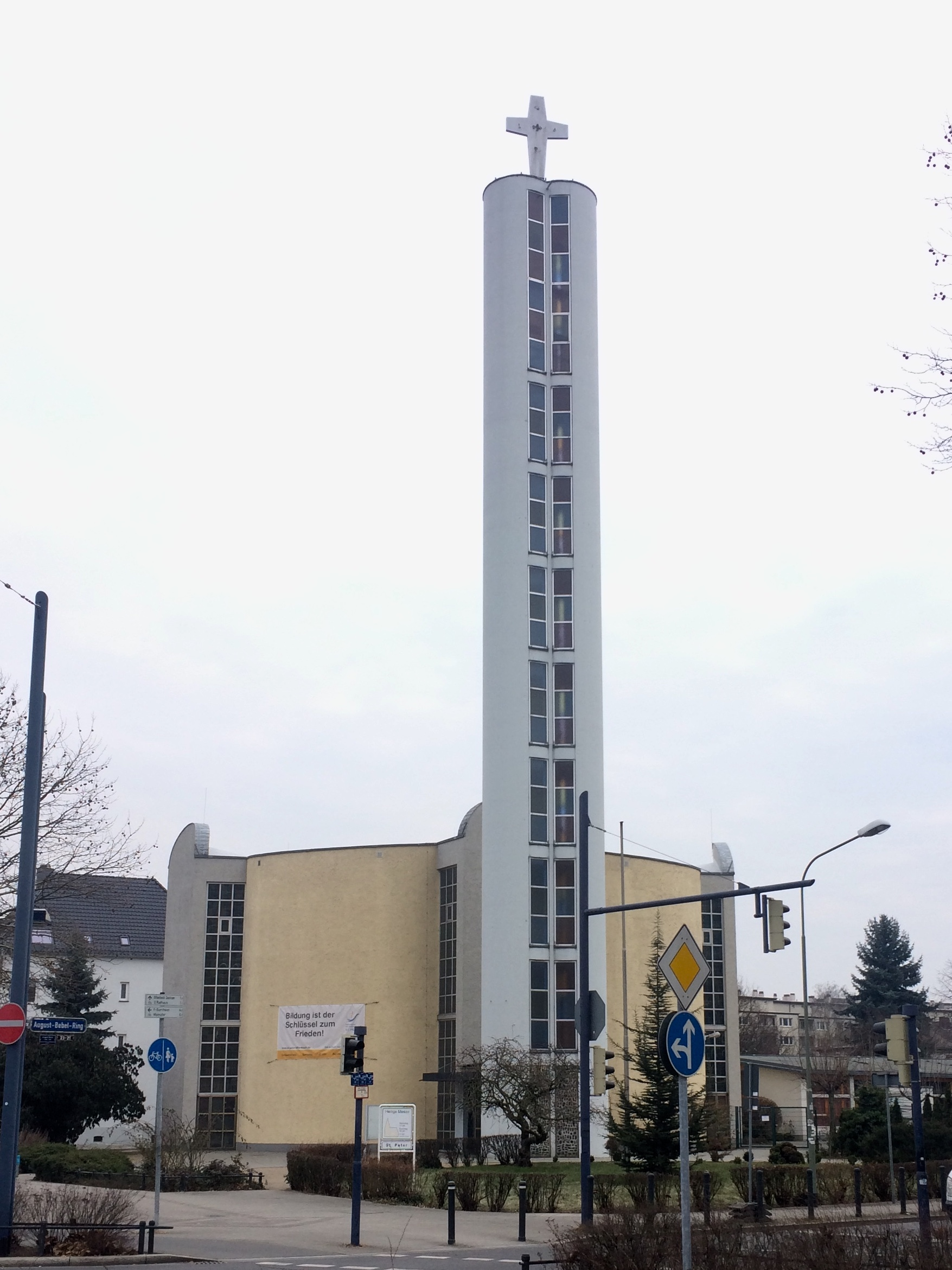
Die katholische Filialkirche St. Peter in Offenbach am Main

Die römisch-katholische Filialkirche St. Peter ist ein im Stil der Moderne errichtetes, unter Denkmalschutz stehendes Kirchengebäude in Offenbach am Main. Das Gotteshaus wird sowohl von der gleichnamigen deutschsprachigen Kirchengemeinde als auch von der polnischen Gemeinde in Offenbach zur Gottesdienstfeier genutzt, die beide der katholischen Pfarrei „St. Franziskus Offenbach“ angehören. Vor allem wegen ihres 40 Meter hohen Campaniles prägt die Kirche das Stadtbild des Offenbacher Nordwestens.

## Geschichte
Bevor die Kirche St. Peter in ihrer heutigen Form errichtet wurde, feierte die 1929 selbstständig gewordene katholische Gemeinde ihre Gottesdienste in der Karmeliterinnen-Kapelle des St. Theresienheims. Nach Ende des Zweiten Weltkriegs diente eine von 1947 bis 1948 angelegte Notkirche nahe des heutigen Kirchstandorts als Ort der Zusammenkunft.
Das heutige Kirchengebäude wurde von 1962 bis 1963 nach Plänen des Mindelheimer Architekten Josef Ruf im Stil der Moderne erbaut. Nachdem 1962 der Grundstein gelegt wurde, konnte der Kirchenneubau bereits im Folgejahr geweiht und dem Patrozinium des Heiligen Petrus unterstellt werden. 1969 wurde der Altarraum der Kirche nach den Richtlinien des Zweiten Vatikanischen Konzils grundlegend umgestaltet und 1981 durch ein plastisches Altarbild künstlerisch aufgewertet. 1992 erhielten die Öffnungen im Campanile ihre markante farbige Betonverglasung, bevor im Jahr 2003 eine umfassende Innenrenovierung durchgeführt wurde.
Die erste polnische Messe in St. Peter wurde am 1. Februar 1988 gefeiert. Seitdem wird das Gotteshaus gemeinschaftlich von der deutschsprachigen Kirchengemeinde St. Peter und der polnischen Gemeinde in Offenbach genutzt. Seit 2024 sind beide Gemeinden in der katholischen Stadtpfarrei für Offenbach St. Franziskus vereint.

## Baubeschreibung
Die Filialkirche St. Peter wurde als Zentralbau in Stahlbetonskelettbauweise an der Kreuzung von Berliner Straße und August-Bebel-Ring im Nordwesten Offenbachs errichtet. Das moderne Kirchengebäude ist flachgedeckt und erhebt sich auf kleeblattförmigem Grundriss, der sich aus der Anordnung von fünf halbkreisförmigen Konchen und den nach innen gewölbten, sie verbindenden Wandscheiben ergibt. Besonders markant ist der etwa 40 Meter hohe Campanile mit seinem sechs Meter hohen Turmkreuz, der im Westen an den Kirchensaal angrenzt und das Stadtbild des Offenbacher Nordwestens mitprägt. Die Kirche bietet in ihrem Inneren Platz für ungefähr 300 Personen. Der Altarraum befindet sich im Osten, ihm gegenübergestellt ist die Orgelempore im Westen.

## Ausstattung
Aus der Erbauungszeit der Kirche stammen neben den figurativen Türgriffen auch die farbig-abstrakten Antikverglasungen der zehn vertikalen Fensterbänder im Kirchensaal, die vom Frankfurter Künstler Paul Huppert gestaltet wurden. Nachträglich ergänzt wurden die in Pastelltönen gehaltenen Wandmalereien im Innenraum, zu denen auch ein Engelsbild im Ein- und Ausgangsbereich sowie das 1981 vom Büdinger Künstler Bernhard Vogel geschaffene plastische Altarbild gehören. Letzteres erhielt 2002 vom Wiesbadener Künstler Erhard Münch eine farbige Rahmung.
Die heutige Orgel von St. Peter wurde 1972 vom Orgelbauunternehmen Rudolf Th. Mendel in Brilon-Rixen gefertigt. Das Instrument verfügt über 25 Register, verteilt auf zwei Manuale und Pedal.